# Amtsgericht Backnang

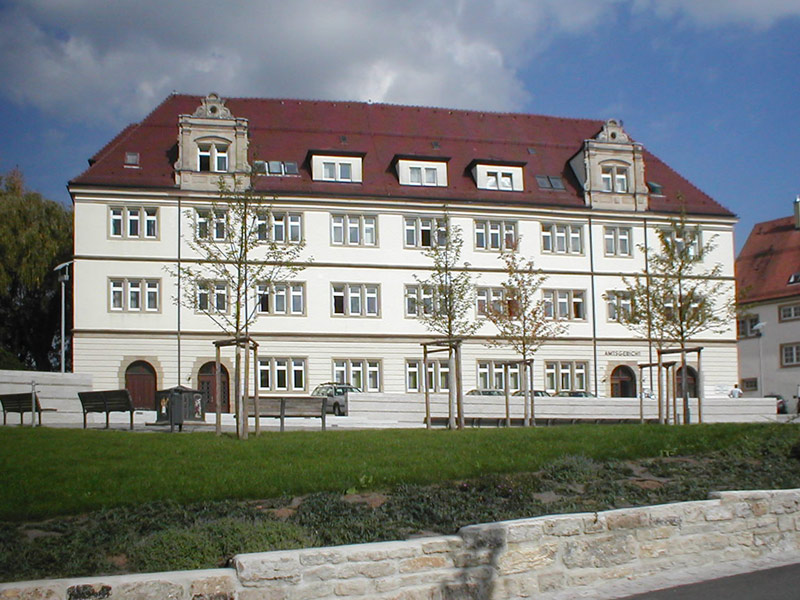
Gerichtsgebäude

Das Amtsgericht Backnang ist ein Gericht der ordentlichen Gerichtsbarkeit und eines von elf Amtsgerichten (AG) im Bezirk des Landgerichts Stuttgart.

## Gerichtssitz und -bezirk
Sitz des Gerichts ist Backnang im Rems-Murr-Kreis. Der Gerichtsbezirk erstreckt sich auf die Städte und Gemeinden Allmersbach im Tal, Althütte, Aspach, Auenwald, Backnang, Burgstetten, Großerlach, Kirchberg an der Murr, Murrhardt, Oppenweiler, Spiegelberg, Sulzbach an der Murr und Weissach im Tal. In ihm leben circa 101.000 Menschen. Zuständig ist das Amtsgericht Backnang wie jedes Amtsgericht erstinstanzlich für Zivil-, Familien- und Strafsachen, außerdem für alle Vollstreckungssachen bei Wohnsitz des Schuldners im Gerichtsbezirk.
Insolvenzverfahren und die Immobiliarvollstreckung werden vom Amtsgericht Ludwigsburg und Landwirtschaftssachen vom Amtsgericht Böblingen wahrgenommen; Mahnverfahren finden zentral am Amtsgericht Stuttgart statt.

## Übergeordnete Gerichte
Dem Amtsgericht Backnang unmittelbar übergeordnet ist das Landgericht Stuttgart. Zuständiges Oberlandesgericht ist das Oberlandesgericht Stuttgart. Untergebracht ist das Amtsgericht im Schloss Backnang.